# IC 1167
IC 1167 — галактика типу S0 (спіральна галактика) у сузір'ї Змія.
Цей об'єкт міститься в оригінальній редакції індексного каталогу.